# Viriathus

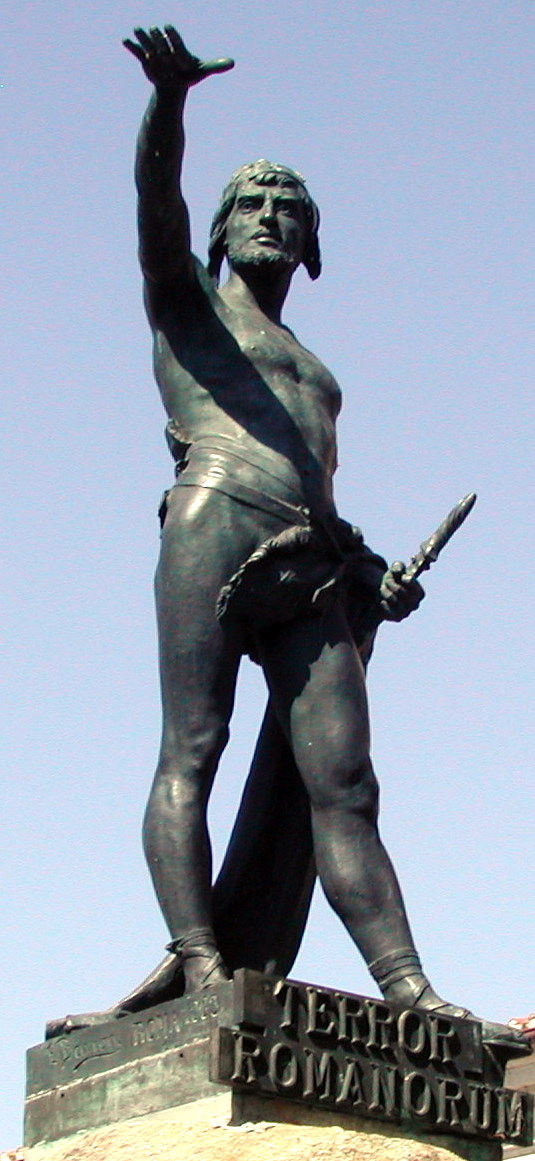
Viriathus-Statue bei Zamora, Spanien

Viriathus (auch Viriatus; portugiesisch und spanisch Viriato; * um 180 v. Chr. in Lusitanien; † 139 v. Chr. wohl nahe dem Tajo) war ein bedeutender Anführer der Lusitaner im Kampf gegen die römische Eroberung Lusitaniens. Er führte von 147–139 v. Chr. im Westen der Iberischen Halbinsel einen meist erfolgreichen Unabhängigkeitskrieg (sog. Viriatischer Krieg) gegen die römischen Besatzer. 140 v. Chr. erreichte er nach einem deutlichen Sieg über Quintus Fabius Maximus Servilianus den Abschluss eines Friedensvertrags, in dem seine Gebietserwerbungen bestätigt wurden. Doch bereits im nächsten Jahr kassierten die Römer den Vertrag und der neue Befehlshaber Quintus Servilius Caepio bestach zu ihm entsandte lusitanische Unterhändler, so dass diese Viriathus ermordeten.

## Etymologie
Der Name Viriathus lässt sich aus verschiedenen Wurzeln herleiten. Er besteht aus den Elementen Viri und Athus. Die Schreibweise folgt der des Cassius Dio.
Viri bedeutet:
- im indoeuropäischen Sprachraum *uiros Mann unter Hervorhebung von Kraft;
- in der keltischen Sprache *uiro- Mann; in älteren Formen viros, viri, viro, viron, in der altirischen Sprache fir[2]
- in der keltiberischen Sprache *uei-, gewundene Armbänder, wie sie von Kriegern verwendet wurden. Viriathus wäre demnach gleichbedeutend mit der lateinischen Bezeichnung Torquatus für denjenigen, der den Torques/Wendelring als Zeichen für Tapferkeit trägt.[3]
- In der lateinischen Sprache *vir, zu deutsch Mann, Held

Die keltoiberische Elite nannte sich selbst uiros uerams zu deutsch der höchste Mann, in Latein summus vir. Der Historiker Adolf Schulten nimmt an, dass der Name Viriathus aus der keltischen Sprache stammt.

## Leben

### Herkunft; frühes Leben
Das Geburtsjahr des Viriathus kann nur annähernd geschätzt werden. Er wurde wohl etwa zwischen 190 und 170 v. Chr. geboren. Sein Geburtsort lag laut dem Historiker Adolf Schulten wahrscheinlich in den Bergen der Serra de Estrela zwischen Tajo und Duero. In der neueren Forschung wird hingegen meistens angenommen, dass Viriathus im Süden Lusitaniens zur Welt kam. Über seine Eltern ist nichts bekannt. Laut dem antiken Geschichtsschreiber Cassius Dio soll er von niedriger Herkunft gewesen sein, doch kann es sich dabei auch nur um einen literarischen Topos handeln. Über seine Jugendjahre sind keine Informationen vorhanden. Die literarische Überlieferung gibt sodann an, dass Viriathus zunächst als Hirte und Jäger lebte. Danach soll er ein Räuber und Bandenführer geworden sein. Vielleicht wirkte er in dieser Eigenschaft bereits zu Beginn des Lusitanischen Kriegs 154–153 v. Chr. mit.
Das raue Leben in den Gebirgsregionen Lusitaniens war prägend für Viriathus’ geistige und körperliche Entwicklung. Hierdurch erlangte er eine kräftige Körperstatur, große Schnelligkeit und Beweglichkeit sowie eine asketische Lebensweise. Auch war er abgehärtet gegen Hunger und Durst sowie Wetterextreme. Früh erlernte er das Legen von Hinterhalten und die Fähigkeit, sich aus schwierigen Situationen zu befreien. Auch wurde er mit der gebirgigen Topographie Lusitaniens bekannt, so dass er über viele Zufluchtsorte Bescheid wusste, was ihm bei seinen späteren Kämpfen zustattenkam. So besaß er alle Voraussetzungen zum erfolgreichen Guerilla-Krieg gegen die Römer, wie er ihn in späteren Jahren praktizierte.
Wohl zu jenem Zeitpunkt, als Viriathus als Bandenführer eine gewisse Bekanntheit erlangt hatte oder erst als er zu Anfang der Revolte seines Stamms gegen die Römer einer von deren Anführern geworden war, heiratete er eine Tochter des wohlhabenden, romfreundlich eingestellten Lusitaners Astolpas. Über diese Hochzeit ist nur der Bericht Diodors erhalten. Demzufolge stellte Astolpas anlässlich dieser Gelegenheit seinen Reichtum zur Schau, indem er bei der Bewirtung der Gäste die Mahlzeiten in silbernen und goldenen Schüsseln auftragen, ferner auch wertvolle Teppiche präsentieren ließ. Viriathus habe aber diese Reichtümer geringschätzig betrachtet, die prorömische Haltung seines Schwiegervaters verachtet und die zahlreich angebotenen Gerichte nicht angerührt, sondern mit seinem Gefolge nur etwas Fleisch und Brot verzehrt. Nach der Vollziehung der Opferhandlung gemäß iberischem Brauch sei er mit seiner Braut fortgeritten, habe aber Astolpas zuvor gefragt, warum dieser sich von seiner Schutzmacht Rom abgewendet und ihm, obwohl er relativ arm sei, angeschlossen hatte.

### Kampf gegen Rom

#### Vorgeschichte
Nach dem Zweiten Punischen Krieg hatten sich die Römer auf der iberischen Halbinsel festgesetzt, dort 197 v. Chr. zwei Provinzen an der Ost- und Südküste eingerichtet und diese Gegenden dem Römischen Reich einverleibt. Dagegen gab es von Anfang an Widerstand der dort lebenden Stämme, und bald kam es auch zu Kämpfen zwischen den Römern und den in Mittel-Spanien siedelnden Keltiberern sowie etwas später auch mit den im mittleren Westen der Iberischen Halbinsel wohnenden Lusitanern. Dieser sog. Keltiberische Krieg (195–179 v. Chr.) endete mit einem römischen Erfolg und der freilich noch sehr prekären Unterwerfung Keltiberiens. Wegen der zunehmenden Härte des römischen Regiments begannen 154 v. Chr. erneute langjährige kriegerische Feindseligkeiten, nämlich der bis 133 v. Chr. andauernde große Aufstand der Keltiberer und Lusitaner. Die Römer waren nun nicht mehr gewillt, durch Verhandlungen eine friedliche Beherrschung der Iberischen Halbinsel zu erzielen, sondern sie führten nun einen faktischen Vernichtungskrieg gegen die Keltiberer und Lusitaner. Wegen gleichzeitiger Kriege am Balkan sowie in Nordafrika gegen die Karthager (Dritter Punischer Krieg) konnten sie aber anfangs nur relativ geringe Streitkräfte – drei bis vier Legionen und bundesgenössische Kontingente – auf den iberischen Kriegsschauplatz schicken. Dabei erlitten die im Kampf mit den sich unter Ausnutzung der geographischen Natur des Landes der Guerilla-Taktik bedienenden Iberern häufig herbe Verluste. So zog sich der Krieg in die Länge.
Erstmals quellenmäßig für ein zeitlich fixierbares Jahr bezeugt ist Viriathus 150 v. Chr. Damals griff der Proprätor Servius Sulpicius Galba, der die Provinz Hispania ulterior verwaltete, im Verbund mit dem Statthalter der Provinz Hispania citerior, Lucius Licinius Lucullus, die Lusitaner verheerend an. Bei anschließenden Verhandlungen täuschte Galba die Führer der Lusitaner, indem er ihnen gegen ihre Unterwerfung gutes Siedlungsland versprach, dann aber ihre auf seinen Befehl hin entwaffneten Krieger niedermetzeln ließ. Viriathus war einer der wenigen, die dieses Massaker überlebten. Über seine Rolle in den nächsten Jahren ist nichts bekannt.

#### Erste erfolgreiche Kämpfe 147–146 v. Chr.

Karte von Viriathus’ Feldzügen auf der Iberischen Halbinsel

Spätestens im Jahr 147 v. Chr. wurde Viriathus unbestrittenen der oberste Anführer der Lusitaner. Aus der Livius-Epitome könnte zu schließen sein, dass er bereits damals diese hohe Stellung bereits erreicht hatte und den Einfall einer angeblich 10.000 Krieger starken Armee der Lusitaner nach Turdetanien ins Tal des Baetis (heute Guadalquivir) leitete. Die Lusitaner wurden durch die Truppen des Prätors Gaius Vetilius geschlagen und von diesen eingekesselt. Nach der Darstellung Appians trat Viriathus in dieser Notlage als überzeugender Redner auf und suchte seine Krieger von den bereits eingeleiteten Verhandlungen mit den Römern abzubringen, indem er sie an deren Vertragsbrüchigkeit erinnerte und ihnen die Möglichkeit einer erfolgreichen Flucht einleuchtend darlegte. Erst nun wurde er laut Appian zum obersten Feldherrn seines Volks gewählt und schaffte es mit einer später noch mehrmals von ihm angewandten Kriegslist, dass seine Männer erfolgreich aus der römischen Umzingelung ausbrachen. Hierbei stellten sich die Lusitaner gemäß Viriathus’ Plan zunächst in Gefechtsstellung auf, als seien sie zum Kampf bereit. Sie zerstreuten sich aber, als Viriathus sein Pferd bestieg, in geschlossenen Gruppen in verschiedenen Richtungen und durchbrachen an mehreren Stellen die römischen Linien, während Viriathus mit 1000 ausgesuchten Reitern die Truppen des sich auf ihn konzentrierenden Prätors ablenkte und beschäftigte. So konnten die meisten lusitanischen Krieger auf unterschiedlichen Routen flüchten und sich, wie ihnen von Viriathus aufgetragen worden war, in Tribola wieder sammeln. Dieser Ort lag nach den Forschungen von Adolf Schulten südlich des antiken Urso (heute Osuna). Viriathus beunruhigte mit seinen bei ihm gebliebenen Reitern die römischen Truppen noch zwei Tage, vermied aber einen offenen Kampf und eilte dann im Schutz der Nacht ebenfalls nach Tribola. Als der ihn mit 10.000 Soldaten verfolgende Vetilius ebendahin nachkam, überfiel ihn Viriathus aus einem Hinterhalt heraus wohl in einem Engpass im Tal des Flusses Barbesula (heute Guadiaro). Die Armee des Vetilius wurde besiegt, der Prätor selbst getötet, und sein Quästor konnte nur mühsam 6000 entkommene Krieger in der an der Südspitze Spaniens gelegenen Hafenstadt Carteia sammeln. Später vermochte Viriathus auch ein dem Quästor zu Hilfe gesandtes Militärkontingent von 5000 Kriegern, die den keltiberischen Stämmen der Beller und Titter angehörten, vollständig zu vernichten. Nun beherrschte er Baeturien und das Tal des Baetis.
Durch diesen Sieg, seine hohe Belastbarkeit, seine asketische Lebensweise und seinen hohen Listenreichtum, den er gleichwohl maßvoll anzuwenden verstand, errang Viriathus als Kommandeur schnell hohe Bekanntheit. 146 v. Chr. trat der Prätor Gaius Plautius die Nachfolge des getöteten Vetilius als Statthalter der Provinz Hispania ulterior an und brachte frische Truppen mit, die 10.000 Infanteristen und 1300 Kavalleristen umfassten. Viriathus war unterdessen von dem andalusischen Raum aus in Karpetanien eingefallen, um in dieser reichen Region Plünderungszüge durchzuführen. Im südlichen Teil des in Zentralspanien gelegenen Hochlandes traf er auf die Truppen des Plautius, woraus sich eine militärische Auseinandersetzung entwickelte. Dieses Gefecht konnte Viriathus für sich entscheiden, indem er mit seinem Heer als taktischen Schachzug die Scheinflucht antrat und das ihm durch den Prätor nachgesandte Kontingent von 4000 Soldaten völlig aufrieb. Anschließend überquerte er den Tajo und bezog eine feste Stellung auf einer von Appian als „Berg der Venus“ bezeichneten, militärisch vorteilhaft verteidigbaren Erhebung. Laut dem Historiker Adolf Schulten sei dieser Berg in der bis 1373 m hohen Gebirgskette Sierra de San Vincente zu verorten, die den östlichen Abschluss der Sierra de Gredos bildet und das Tal des Tajo beherrscht. Plautius unternahm eine Attacke gegen diese Bergstellung, erlitt aber eine herbe Niederlage. Daraufhin zog er sich, obwohl es noch Sommer war, in die Winterquartiere zurück. So hatte Viriathus nunmehr seinen Einflussbereich bis zum Iberischen Scheidegebirge im Norden erweitert, kontrollierte dieses Gebiet auch effektiv und erzwang Tribute, indem er mit der Vernichtung der Getreideernte drohte.
Vermutlich in derselben Zeit unternahm Viriathus einen Zug nach Segovia in das Territorium der Vaccäer, der scheiterte. Diese Datierung ist jedoch unsicher. Hingegen ist es sehr wahrscheinlich, dass die durch die Truppen des Viriathus erzielte Eroberung von Segobriga, dem Vorort Karpetaniens, ebenfalls 146 v. Chr. stattfand. Wohl im Verlauf desselben Jahres griff auch Claudius Unimanus, der Prätor der Provinz Hispania citerior, Viriathus an, erlitt aber gleichfalls eine Niederlage. Gegen Ende 146 v. Chr. beherrschte Viriathus somit weite Bereiche der Provinz Hispania ulterior sowie Teile der Provinz Hispania citerior. Er ließ Roben, Fasces und andere von den Römern erbeutete Gegenstände als Trophäen seiner Siege ausstellen.

#### Weiterer Kriegsverlauf bis 141 v. Chr.
Nachdem die Römer ihre Kämpfe auf den anderen Kriegsschauplätzen, nämlich in Nordafrika gegen die Karthager sowie auf dem Balkan zu einem erfolgreichen Abschluss gebracht hatten, wollten sie gegen Viriathus entschiedener vorgehen. Der Senat erachtete die Lage auf der Iberischen Halbinsel für so bedrohlich, dass 145 v. Chr. nicht mehr ein Prätor, sondern der Konsul Quintus Fabius Maximus Aemilianus zum Statthalter von Hispania ulterior ernannt wurde. Dennoch konnte der Konsul nur ein relativ bescheidenes Militärkontingent von zwei Legionen ausheben, das sich zudem hauptsächlich aus Rekruten zusammensetzte. Er hatte nämlich zu berücksichtigen, dass viele Veteranen bereits auf den anderen Kriegsschauplätzen zum Einsatz gekommen waren und nun Schonung verlangten. Außerdem sah er sich im Senat als Angehöriger der Scipionen mit starker Opposition konfrontiert. Gemeinsam mit von den römischen Bundesgenossen gestellten Truppen gebot Fabius Aemilianus schließlich über ein Heer von 15.000 Fußsoldaten und 2000 Reitern, mit dem er nach seiner Ankunft auf der Iberischen Halbinsel in Urso (heute Osuna) Stellung bezog.
Als Statthalter der Provinz Hispania citerior folgte der Prätor Gaius Nigidius auf Claudius Unimanus. Wahrscheinlich kam es zuerst zwischen ihm und Viriathus zum militärischen Zusammenstoß. Aus diesem Gefecht ging der Führer der Lusitaner erneut siegreich hervor. Anschließend zog Viriathus der Armee des Fabius Aemilianus entgegen und verwickelte Teile dieses konsularischen Heers in kleinere Scharmützel. Er überfiel einzelne Abteilungen und Sondertrupps, beispielsweise Holzfäller, der Römer und besiegte einen Unterbefehlshaber des Konsuls in einem Gefecht. Fabius Aemilianus vermied daraufhin eine offene Schlacht gegen die Lusitaner und übte stattdessen seine kriegerisch unerfahrenen Männer mittels Militärübungen und kleinen Plänkeleien mit den gegnerischen Truppen auf die bevorstehenden Kämpfe ein. So behielt Viriathus auch 145 v. Chr. im Wesentlichen die Oberhand.
Im folgenden Kriegsjahr 144 v. Chr. musste Viriathus jedoch mehrere Misserfolge hinnehmen. Da der Senat keinem der beiden Konsuln dieses Jahres die Übernahme des Kriegs in Spanien bewilligte, verblieb Fabius Aemilianus als Prokonsul mit verlängerter Befehlsgewalt in seiner Funktion als Statthalter von Hispania ulterior. Im gleichen Jahr war der Proprätor Gaius Laelius mit der Verwaltung der Provinz Hispania citerior beauftragt und focht verschiedene erfolgreiche Kämpfe gegen Viriathus aus. Der Redner Marcus Tullius Cicero ist der einzige erhaltene Autor, der hierüber berichtet, doch liefert er nur eine kurze, die römischen Erfolge übertrieben darstellende Notiz zu diesen Ereignissen. Auch Fabius Aemilianus hatte nun seine Armee so weit ausgebildet und diszipliniert, dass sie gegen Viriathus Erfolge errang. Der Lusitaner-Führer verlor zunächst zwei von Appian nicht näher bezeichnete südspanische Städte, die vom Prokonsul erobert wurden. Er zog sich unter Verlusten nach Baikor (lateinisch Baecula, heute Bailén) zurück, musste das Baetis-Tal wieder aufgeben und verlor seine Stützpunkte in Andalusien. Der Prokonsul bezog hingegen seine Winterquartiere in Corduba (heute Córdoba).
Nach diesem vorübergehenden Rückschlag gewann Viriathus im nächsten Jahr 143 v. Chr. rasch seine frühere Machtstellung zurück, da die bisherigen römischen Befehlshaber auf der Iberischen Halbinsel durch neue, unerfahrenere Statthalter ersetzt wurden und der Senat befand, dass die Entsendung eines Konsuls nicht mehr erforderlich sei. Die Verwaltung von Hispania ulterior bekam der Proprätor Quintus Pompeius (der 141 v. Chr. Konsul werden sollte) zugewiesen, jene von Hispania citerior der Prätor Quinctius.
143 v. Chr. flammte der Keltiberische Krieg im Raum von Numantia wieder auf, als sich die von Viriathus angestachelten Volksstämme der Arevaker, Titter und Beller erhoben. Im spanischen Hochland traf Viriathus zunächst auf Quinctius und verlor gegen diesen eine Schlacht. Danach zog er sich auf den bereits erwähnten „Venusberg“ (lateinisch Mons Veneris) zurück. Dabei handelte es sich wohl nur um einen taktischen Rückzug. Als der Prätor ihn mit seinen Streitkräften verfolgte, wandte Viriathus erneut das Strategem an, zuerst die Scheinflucht anzutreten und die nachsetzenden Römer überraschend zu überfallen, wobei etwa 1000 Soldaten des Prätors den Tod fanden und mehrere Feldzeichen in die Hände der Lusitaner fielen. Während Quintus Pompeius daraufhin in Corduba bereits im Herbst die Winterquartiere bezog und nicht mehr aktiv wurde, dürfte Viriathus nach seinem militärischen Erfolg nach Hispania ulterior vorgedrungen sein. Er vermochte den nahe Corduba gelegenen Ort Itykke (lateinisch Itucci oder Tucci, das heutige Martos) einzunehmen und als festen Stützpunkt einzurichten. Von dort aus verwüstete er das Gebiet der Bastetani in Südost-Spanien. Nur der aus Italica am Baetis stammende iberische Heerführer Gaius Marcius führte im Auftrag von Quintus Pompeius wiederholte Streifzüge gegen den Truppen des Viriathus durch.
Aus der in Oxyrhynchos entdeckten Epitome zu den Büchern 53 und 54 von Livius’ Geschichtswerk geht hervor, dass der 142 v. Chr. zum Konsul gewählte Quintus Fabius Maximus Servilianus erst 141 v. Chr. als Prokonsul auf die Iberische Halbinsel kam, um die Statthalterschaft der Provinz Hispania ulterior zu übernehmen und in diesem Jahr erfolgreich, im folgenden Jahr aber unglücklich gegen Viriathus kämpfte. Demnach erweist sich die Darstellung der ausführlichsten Quelle Appian als falsch, der Fabius Servilianus bereits 142 v. Chr. auf den iberischen Kriegsschauplatz ziehen lässt. Zudem ist die Überlieferung des Appian-Textes an dieser Stelle sehr schlecht und eventuell lückenhaft. Somit ist über die Kriegsführung des Viriathus im Jahr 142 v. Chr. nichts bekannt. Wahrscheinlich blieb die Situation im Wesentlichen unverändert; und es kam wohl zu keinen bedeutenderen Kämpfen, da die Römer vollauf mit dem Krieg gegen die Keltiberer beschäftigt waren.
Als Fabius Servilianus 141 v. Chr. auf der Iberischen Halbinsel eintraf, brachte er eine aus zwei frisch ausgehobenen Legionen sowie bundesgenössischen Kontingenten bestehende Armee mit, die 18.000 Infanteristen und 1600 Reiter umfasste. Später erhielt er weiteren Zuzug durch zehn Elefanten und numidische Reiter. Er marschierte gegen Viriathus’ Stützpunkt Tucci, und um diese Stadt kam es in der Folge zu heftigen Kämpfen. Wiederum ergriff Viriathus scheinbar die Flucht, um im Gegenstoß 3000 Mann des römischen Heers niederzumachen und die übrigen gegnerischen Streitkräfte in deren Lager hart zu bedrängen. Letztlich gelang es den Römern vor allem dank der Anstrengungen des Gaius Fannius, die Lusitaner zurückzuschlagen. Viriathus suchte nun die Römer durch andauernde Störmanöver zu beunruhigen, musste aber schließlich wegen beträchtlicher Verluste und mangelnder Versorgung nach Lusitanien zurückkehren. Servilianus plünderte inzwischen in Baeturien fünf Städte, die auf die Seite des Viriathus getreten waren, zog dann ins Gebiet der Konier und von dort weiter nach Lusitanien. Unterwegs wurde er aber von den Guerilla-Führern Curius und Apuleius angegriffen und musste umdrehen. Er bestrafte weitere zu Viriathus abgefallene Städte (u. a. Tucci, Astigis sowie Obulcola, das heutige Porcuna) und bezog dann Winterquartiere.

#### Friedensvertrag mit Rom
Im Jahr 140 v. Chr. verblieb Quintus Fabius Maximus Servilianus als Prokonsul in seiner bisherigen Stellung auf der Iberischen Halbinsel und belagerte den Ort Erisana (üblicherweise mit Arsa in Baeturien nahe der heutigen Stadt Zalamea de la Serena identifiziert). Viriathus gelang es aber mit seinen Kriegern, heimlich bei Nacht in Erisana einzuziehen. Er besiegte die Belagerungstruppen des Prokonsuls, verfolgte die weichenden Feinde und trieb sie schließlich in einem engen Gebirgspass mit schroffen Abhängen so in die Enge, dass sie sich in einer ausweglosen Situation befanden. Servilianus knüpfte mit dem Lusitaner-Führer Unterhandlungen an, die in einem Friedensvertrag mündeten. Der römischen Armee wurde freier Abzug gewährt, Viriathus im Gegenzug als Freund des römischen Volkes (lateinisch amicus populi Romani) tituliert und das von ihm okkupierte Territorium als sein unabhängiger Herrschaftsbereich anerkannt. Auch das römische Volk hieß diesen Feldherrnvertrag gut. Damit hatte Viriathus den Höhepunkt seiner Machtstellung erreicht.
In der Altertumswissenschaft wurden lebhaft die möglichen Gründe erwogen, die Viriathus, dessen Armee offenbar den sicheren Erfolg über das konsularische Heer vor Augen gehabt hatte, zu dem scheinbar nachgiebigen Friedensschluss veranlassten. Appian erörtert als einzige erhaltenen antike Quelle die diesbezüglichen Motive des Lusitaner-Führers. Er meint, dass Viriathus im Moment seines großen Erfolgs nicht arrogant gewesen sei, sondern diesen als geeignete Gelegenheit gesehen habe, den Krieg zu beenden und sich die Römer zu Dankbarkeit zu verpflichten. Nach Adolf Schulten sei Viriathus von seinem Volk zur Zustimmung zum Frieden gezwungen worden, weil es die bei den Iberern nach längeren Kriegen angeblich übliche Kriegsmüdigkeit auch in siegreichen Phasen verspürt habe. Demgegenüber versucht Hans Georg Gundel Viriathus’ Entschluss zur Schonung der unterlegenen römischen Armee aus dessen langfristigen politischen Zielen heraus zu erklären. Er habe für die Unabhängigkeit seiner Heimat und die Garantie des Gewonnenen durch Rom gekämpft, und diese Ziele seien ihm erstmals durch die Ausnützung seines militärischen Vorteils gegenüber dem Prokonsul durch Abschluss eines Vertrags erreichbar gewesen. Dabei sei ihm bewusst gewesen, dass die Kräfte Lusitaniens nicht für einen ständigen Kampf gegen Rom ausgereicht hätten und mit der Vernichtung einer römischen Armee sein politisches Ziel nicht näher gerückt wäre. Auch wenn er die oft bewiesene Vertragsbrüchigkeit der Römer habe in Rechnung stellen müssen, habe er für eine Randmacht wie die Lusitaner das Bestmögliche aus der sich ihm bietenden günstigen militärischen Lage herauszuholen versucht und vielleicht damit kalkuliert, dass ihm doch die Unabhängigkeit im Wesentlichen dauerhaft belassen würde. Die Viriathus von der Geschichtswissenschaft des späten 19. Jahrhunderts unterstellte nationalstaatliche Betrachtungsweise sei für die iberischen Verhältnisse des 2. Jahrhunderts v. Chr. ein Anachronismus; Viriathus habe sich nicht für die Interessen und Freiheit aller iberischen Stämme eingesetzt, sondern nur für die lusitanischen Ziele.

### Tod
Der von Viriathus mit den Römern abgeschlossene Friede war nur für kurze Zeit von Bestand. Bald wurde er in Rom als unwürdig kritisiert, weil er die Abtretung von wohl in Baeturien gelegenen Territorien beinhaltete. Dies zeitigte erst 139 v. Chr., ein Jahr nach dem Friedensschluss, Konsequenzen, als der neue römische Statthalter von Hispania ulterior, Quintus Servilius Caepio, energisch Stimmung gegen die mit den Lusitanern getroffenen Vereinbarungen machte. Er löste damals seinen Bruder Fabius Servilianus in der Verwaltung der südlichen iberischen Provinz ab und holte sich die Zustimmung des Senats für seine Taktik, Viriathus durch geheime Umtriebe zur Wiederaufnahme des Kriegs zu reizen. Der Lusitaner-Führer blieb aber den mit den Römern ausgehandelten Abmachungen treu. Daraufhin erklärte der Senat den Volksbeschluss von 140 v. Chr. für ungültig, sodass Caepio die Erlaubnis erhielt, offen Krieg gegen Viriathus zu führen. Dieser räumte die Stadt Arsa (= Erisana) und wohl auch weitere von ihm kontrollierte Orte, trat den Rückzug nach Karpetanien an und ließ sich nicht auf eine offene Feldschlacht ein, da er über wesentlich geringere Streitkräfte als sein Gegner verfügte. Der ihn verfolgende Caepio konnte ihn schließlich mit starker Übermacht umzingeln. Viriathus wandte erneut das Strategem an, den Großteil seiner Armee unbemerkt auf einem Geheimpfad entkommen zu lassen und sich währenddessen mit vertrauten Kriegern auf einem Hügel scheinbar kampfbereit zu positionieren. Dann gelang ihm aufgrund seiner Schnelligkeit ebenfalls die Flucht. Caepio verlor das lusitanische Heer völlig aus den Augen und marschierte stattdessen in das Territorium der mit Viriathus verbündeten Vettonen und Gallaeker ein. Die von ihm eingeschlagene Route ist halbwegs feststellbar durch die von ihm angelegten Lager. Castra Servilia bei Cáceres und Castra Caepiana nahe Cecimba südlich von Lissabon.
In der Folge kam es zwischen Viriathus und den Römern zu Verhandlungen. Zuerst scheint Viriathus in Friedensgespräche mit dem Konsul und Statthalter von Hispania citerior, Marcus Popillius Laenas, eingetreten zu sein. Über eventuell vorangegangene Kampfhandlungen zwischen Viriathus und dem Konsul ist nichts bekannt. Er befolgte die Forderung des Laenas, alle namhaften Überläufer auszuliefern, wobei er aber einen Teil von ihnen töten ließ. Laenas ordnete an, den Ausgelieferten die Hände abzuschlagen. Als er aber auch die Auslieferung der Waffen des lusitanischen Heeres verlangte, brach Viriathus die Verhandlungen ab und kehrte wieder in die ihm vertraute Gebirgsgegend zurück.
Wahrscheinlich sah sich Viriathus bald darauf gezwungen, Verhandlungen mit Caepio aufzunehmen, der vielleicht bereits seinen Zug in das Gebiet der Gallaeker abgeschlossen und damit den Lusitaner-Führer isoliert hatte. Nach der Vermutung Adolf Schultens hatte sich Viriathus damals auf den von ihm bevorzugten „Berg der Venus“ oder eine ähnlich feste Bergstellung zurückgezogen. Ein Fragment des Cassius Dio berichtet nämlich, dass Caepio ein Reiterkontingent über einen Fluss schickte, um von jenem Berg, auf dem Viriathus sein Lager aufgeschlagen hatte, Holz zu holen. Viriathus entsandte als Unterhändler drei aus Urso stammende Vertraute, Audax, Ditalco und Minuros. Nach den meisten erhaltenen Quellen, die entweder (wie Appian) auf Polybios oder (wie beispielsweise Valerius Maximus) auf Livius zurückgehen, stiftete Caepio die Boten des Viriathus an, den lusitanischen Feldherrn durch Meuchelmord zu beseitigen. Nur der auf Poseidonios beruhende Bericht Diodors führt aus, dass die Gesandten von sich aus Caepio vorgeschlagen hätten, ihnen die Tötung ihres Anführers zu erlauben. So war der Konsul wohl der Initiator der Freveltat, zumindest stimmte er ihr aber zu. Die Unterhändler kehrten zu Viriathus zurück und erdolchten ihn des Nachts, als er in seinem Zelt schlief. Daraufhin flohen sie zu den Römern, doch verweigerte Caepio ihnen den versprochenen Lohn und verwies sie hierfür an den Senat. In Rom wurde Caepios Vorgehensweise als unwürdig empfunden, sodass er später, nach seiner Rückkehr in die Hauptstadt, keinen Triumph feiern durfte.
Die Lusitaner richteten ihrem toten Feldherrn ein aufsehenerregendes Leichenbegängnis aus, an dem zahlreiche seiner Soldaten teilnahmen. Seine in prachtvolle Gewänder gehüllten sterblichen Überreste wurden auf einem großen Scheiterhaufen verbrannt und viele Tiere geopfert. Es fanden auch Militärparaden in der Nähe des Scheiterhaufens unter Anstimmen von Gesängen zu Ehren des Verstorbenen statt. Nach der Errichtung eines Grabhügels wurden Gladiatorenkämpfe abgehalten. Der Aufstand der Lusitaner dauerte unter Viriathus’ Nachfolger Tautalos an, doch musste dieser bald vor Caepio die Waffen strecken. Decimus Iunius Brutus Callaicus siedelte in seinem Konsulatsjahr 138 v. Chr. die verbliebenen Kampfesgefährten des Viriathus in der neu angelegten Stadt Valentia (heute Valencia) an.

## Rezeption

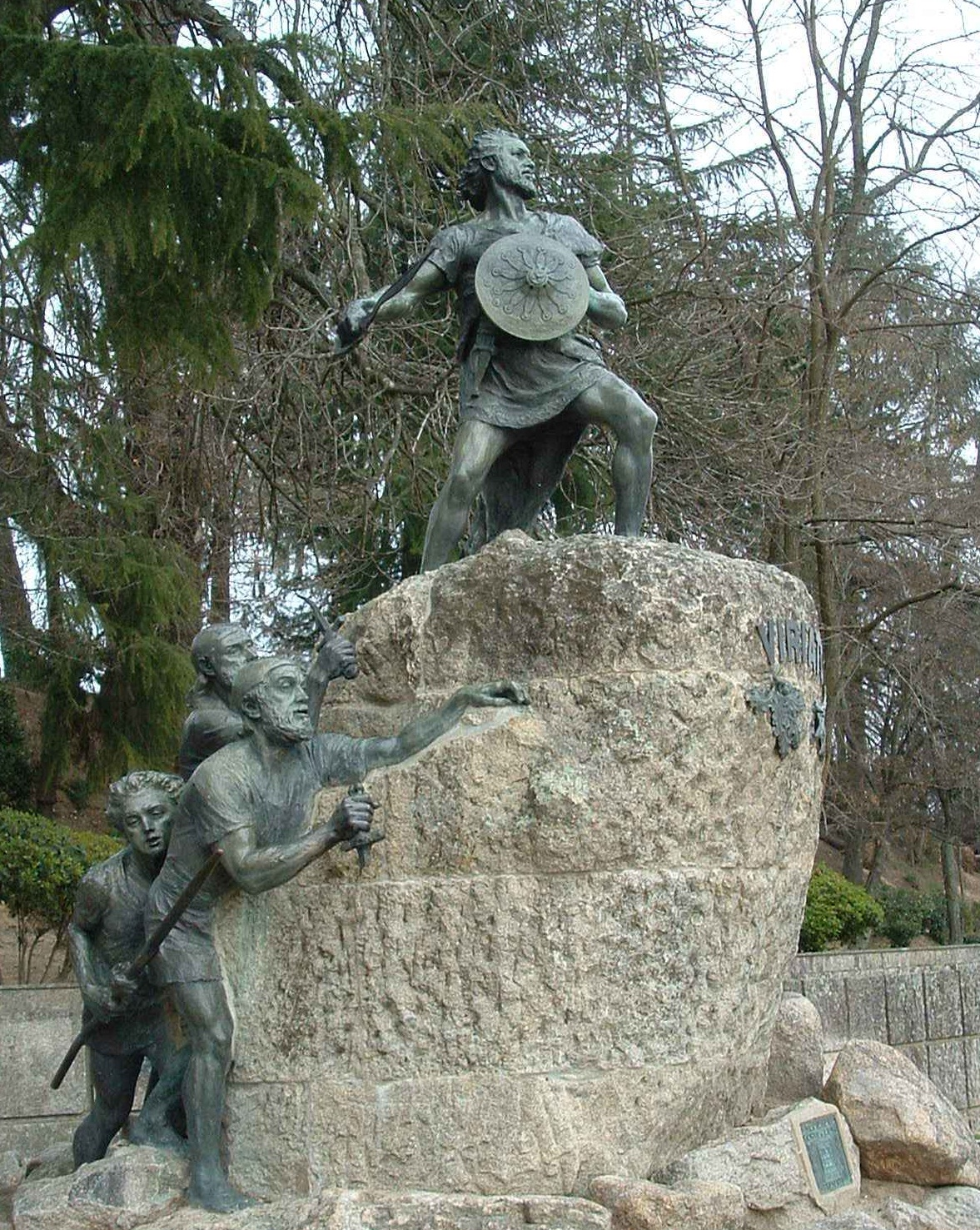
Viriathus-Statue bei Viseu, Portugal

In der antiken römischen Historiographie blieb die Erinnerung an Viriathus wach, ebenso wohl bei den Iberern. Livius würdigte ihn als „großen Mann und Feldherrn“ (lateinisch vir duxque magnus). Nach der Ansicht von Florus hätte er, wenn ihm das Schicksal hold gewesen wäre, ein spanischer Romulus werden können. Die antiken Geschichtsschreiber porträtierten ihn auch als moralisches Gegenbild zu den niederträchtigen römischen Kommandeuren. So empfand der im heutigen Portugal geborene erste christliche Universalhistoriker Orosius für ihn große Sympathie und stellte ihn als Opfer römischer Perfidie dar. Rund ein Jahrtausend später kam es in der Ära des Humanismus auf der Pyrenäenhalbinsel zu einem Wiederaufleben der historischen Erinnerung an Viriathus. Im 16. Jahrhundert feierte ihn der Dichter Luís de Camões im Nationalepos Os Lusíadas (deutsch Die Lusiaden). Damals wurden auch einige Inschriften mit seinem Namen gefälscht. In der Neuzeit betrachteten ihn viele Portugiesen als ihren ältesten Nationalhelden.
Auch in der neueren Geschichtsschreibung fand Viriathus durchwegs eine positive Bewertung. Theodor Mommsen bezeichnete ihn als einen „wiedergekehrten homerischen Helden“. Adolf Schulten beschrieb ihn als einzigen großen Führer der Iberer. Er wurde mit anderen antiken Unabhängigkeitskämpfern wie jenem für Gallien, Vercingetorix, und jenem für die Germanen, Arminius, verglichen. Die im späteren 19. und frühen 20. Jahrhundert vorherrschende nationalstaatliche Würdigung von Viriathus als Vorkämpfer für die Freiheit aller Spanier von der römischen Fremdherrschaft, wie sie etwa Mommsen formulierte, ist jedoch anachronistisch.